# 喬薩爾區
乔萨尔区（冰島語發音：[ˈcʰouːsar̥ˌr̥ehpʏr̥] ⓘ），又称乔斯（Kjós），是冰岛首都区最北部的市镇。由于处于雷克雅維克旁边，乔萨尔区有时被称为是“城市里的乡间”。
乔萨尔区的主要经济活动是农业。市镇内有湖泊跟河流，其中的一条河流是冰岛深受欢迎的三文鱼垂钓的地方之一。